# Mundet (metrostation)
Mundet is een metrostation aan Lijn 3 (groene lijn) van de metro van Barcelona. Dit station is geopend in 2001 toen de lijn uit werd gebreid van Montbau tot Canyelles. De ontwerper van dit station is Ventura Valcarce.
De locatie van dit station is onder de Passeig de la Vall d'Hebron en de Ronda de Dalt (de ringweg), tussen Avinguda de Can Marcet en Passeig dels Castanyers. Dit station heeft ingangen via een ondergrondse doorgang waardoor passagiers onder de Ronda de Dalt door kunnen. Dit kan via trappen, roltrappen en liften ten noorden van het station en op straatniveau ten zuiden waardoor er natuurlijk licht invalt.

## Omgeving
Mundet geeft toegang tot:
- Faculteiten van de Universiteit van Barcelona
- Parc del Laberint
- Velòdrom d'Horta